# Paul von Bolko

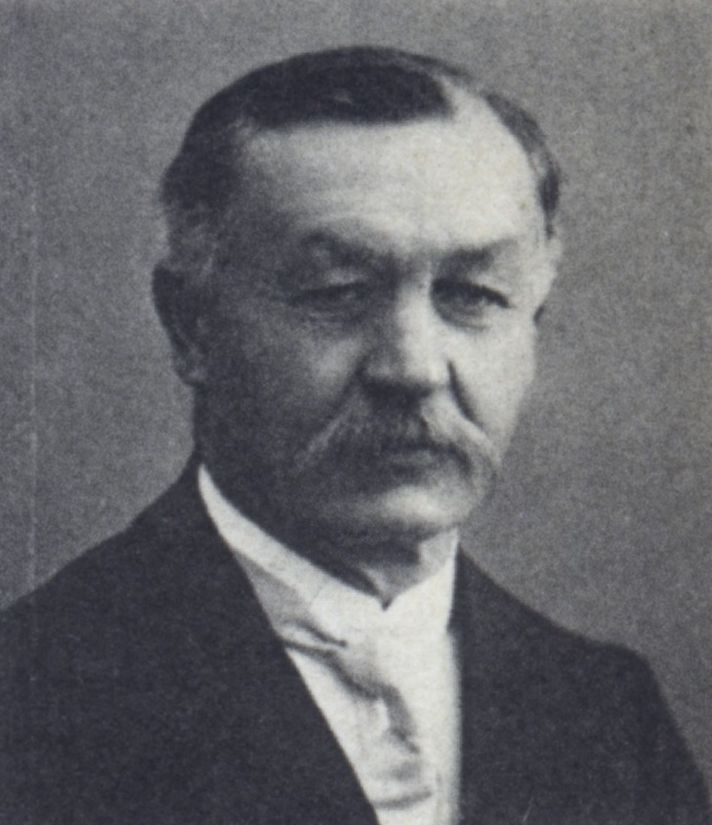
Paul von Bolko als Reichstagsabgeordneter 1912

Paul Joseph von Bolko (* 14. März 1850 in Marienau, Landkreis Ohlau, Provinz Schlesien; † nach 1918) war Rittergutsbesitzer und Mitglied des Deutschen Reichstags.

## Leben
Bolko besuchte bis 1862 die Volksschule in Marienau, darauf das Matthias-Gymnasium in Breslau und studierte anschließend drei Jahre Rechtswissenschaften an der Universität Breslau. Er erlernte nach Abgang von der Universität die Landwirtschaft in Würben, Landkreis Schweidnitz und war darauf Gutsverwalter in Würben und in Arnsdorf, Kreis Glogau. Er kaufte sein Rittergut Küpper am 7. Januar 1887. Bolko diente beim 3. Garde-Grenadier-Regiment Königin Elisabeth und nahm am Deutsch-Französischen Krieg 1870/71 teil. Einige Jahre war er Kreistagsmitglied des Kreises Sagan. Er war Träger der Feldzugsmedaille von 1870/71 und Centenarmedaille.
Von 1907 bis 1918 war er Mitglied des Deutschen Reichstags für den Wahlkreis Regierungsbezirk Liegnitz 2 (Sagan, Sprottau) und die Deutschkonservative Partei. Zwischen 1913 und 1918 war er auch Mitglied des Preußischen Abgeordnetenhauses.